# Domaća koza
Domaća koza (Capra hircus hircus, ponekad i samo Capra hircus) je nakon pasa i otprilike istovremeno s ovcama postala gospodarski korištena domaća životinja. Zajedno s ovcama dio su roda koza unutar porodice šupljorožaca. Ženku ove vrste naziva se isto kao i cijeli rod "koza", dok je naziv mužjaka "jarac" a mladunčeta "jare".

## Domesticiranje
Domaća koza vodi porijeklo od divljih koza. Domesticiranje se odvijalo vjerojatno još tijekom 11. stoljeća pr. Kr. na području Bliskog istoka, po svoj prilici južnog Levanta ili Zagrosa. Obično se pretpostavlja, da domesticiranje vrlo brzo dovode do morfoloških promjena na skeletu takvih životinja kao što je promjena na rogovima, i njihova manja veličina. Arheološki nalazi istražuju se radi utvrđivanja spola i starosti životinja kako bi se razdvojili nalazi domesticiranih od ulovljenih pripadnika populacija.
Nalazišta koja dokazuju rano domesticiranje koza su:
- Ganj Dareh, Irak, 9000 – 7500 godina pr. Kr. Ovdje se kao dokaz postojanja domesticiranja navodi da su klani prije svega muški primjerci, a ti su bili značajno manji od današnjih divljih koza.
- Ali Kosh, Irak, 7500 – 5500 godina pr. Kr. Ovdje se kao dokaz navodi pretežnost mladih životinja, zajedno s promjenama u korijenu rogova.

U pretpovijesnoj Srednjoj Europi su koze bile vrlo rijetke.

## Gospodarsko značenje
Ljudi koriste kozje meso, kožu, mlijeko (više od ovaca) i vunu. Ako imaju na raspolaganju sve dijelove biljki (izvor: Albright & Arave), jedu oko 60 % listove i stablasto bilje, oko 20 % zeljasto bilje i samo oko 20 % travu. Vrlo su skromnih zahtjeva, jer im je probava izrazito efikasna. Često ih se naziva i sirotinjskom kravom, jer ih je lakše hraniti i držati ako se nema puno prostora i dovoljno hrane. Ranije, a i danas ih se drži u brdovitijim krajevima (Alpe, Norveška) jer su radi svojih sposobnosti penjanja primjerene i za područja u kojima se goveda ne mogu držati.
Koze mogu uništiti biljni pokrov čitavih područja i time doprinijeti dezertifikaciji, jer pojedu gotovo sve bilje, zajedno s korijenjem.
Gospodarski se koriste:
- Kozje mlijeko
- Kozje meso

Poljoprivredno značenje imale su domaće koze još u starom Rimu, a i danas su vrlo značajne u Maloj i Središnjoj Aziji i Mongoliji. Koze su se sve do početka 20. stoljeća često koristile i za vuču. Iznenađujuće snažne koze uprezale su se u kočije ili kola, a ako nije bilo na raspolaganju većih životinja, koristilo ih se i za oranje. U Tibetu su se koze koristile za transport soli.

## Rasprostranjenost
Danas su domaće koze rasprostranjene u svim dijelovima Zemlje, s izuzetkom krajnje hladnih područja. Širom zemljine kugle mornari su ostavljali žive domaće koze kao zalihu hrane za moguće brodove u prolazu, gdje su vremenom podivljale. Na mnogim takvim otocima, kao na primjer na Otočju Galápagos, podivljale koze imale su razorni utjecaj na autohtonu floru i faunu. Radi toga, na mnogim otocima ove koze su svjesno istrijebljene. Podivljalih domaćih koza ima i u Australiji.
Tijekom dugotrajnog uzgoja domaćih koza, ljudi su uzgojili vrlo veliki broj različitih podvrsta domaćih koza. Pri tome, odabir za uzgoj vršen je u pravilu u skladu sa specifičnim datostima područja za koja je se razvijala podvrsta.

## Vanjske poveznice

### Ostali projekti
|  | Zajednički poslužitelj ima stranicu o temi Domaća koza  |
|  | Wikivrste imaju podatke o taksonu Capra aegagrus hircus |
|  | Wječnik ima rječničku natuknicu koza                    |